# مقر مخفی
مقر مخفی (به انگلیسی: Secret Headquarters) یک فیلم ابرقهرمانی آمریکایی به کارگردانی هنری جوست و آریل شولمن است که با همکاری کریستوفر یوست و جاش کونیگزبرگ فیلم را بر پایهٔ داستانی از یوست نوشته‌اند. این فیلم با بازی اوون ویلسون، مایکل پنا و جسی ویلیامز، داستان کودکی را دنبال می‌کند که پس از کشف یک مقر مرکزی مخفی در زیرزمین خانه‌شان، به احتمال ابرقهرمان بودن پدرش مشکوک می‌شود.
این فیلم در ۱۲ اوت ۲۰۲۲ از طریق پارامونت پلاس در ایالات متحده منتشر شد.

## طرح داستان
چارلی کینکید و دوستانش پس از پیدا کردن یک مقر مرکزی مخفی در زیر خانه‌اش، شروع به این باور می‌کنند که پدرش یک ابرقهرمان است.

## بازیگران
- اوون ویلسون
- مایکل پنیا
- جسی ویلیامز
- واکر اسکوبل
- مومونا تامادا
- کیت ال. ویلیامز
- ابی جیمز ویترسپون
- کزی کورتیس

## تولید
مقر مخفی در ۶ مهٔ ۲۰۲۱، زمانی که گزارش شد که هنری جوست و آریل شولمن فیلم را برای پارامونت پیکچرز کارگردانی خواهند کرد و همچنین بر روی پیش‌نویس فعلی این پروژه با جاش کونیگزبرگ از ایده اصلی کریستوفر یوست کار خواهند کرد، اعلام شد. اوون ویلسون در همان ماه برای نقشی نامعلوم انتخاب شد. تصویربرداری اصلی در آتلانتا، جورجیا در ۲۵ مه ۲۰۲۱ آغاز شد. در ماه ژوئن، مایکل پنیا، واکر اسکوبل، مومونا تامادا، کیت ال. ویلیامز، ابی جیمز ویترسپون و کزی کرتیس همگی به عنوان بخشی از بازیگران معرفی شدند. جسی ویلیامز در ژوئیهٔ ۲۰۲۱ به عنوان شخصیت شرور به بازیگران پیوست. لورن بالف آهنگسازی را انجام داد.

## انتشار
مقر مخفی در ۱۲ اوت ۲۰۲۲ از طریق پارامونت پلاس منتشر شد. این فیلم در ابتدا قرار بود در تاریخ ۵ اوت ۲۰۲۲ در سینماها اکران شود، اما سپس برای انتشار از طریق رسانهٔ جاری انتخاب شد.